# ساموئل دبلیو. آلدرسون
ساموئل دبلیو. آلدرسون، (۲۱ اکتبر ۱۹۱۴ – ۱۱ فوریه ۲۰۰۵) مخترع آمریکایی بود که بیشتر به خاطر ساخت آدمک آزمایش تصادف شهرت داشت، وسیله‌ای که در نیمه آخر قرن بیستم به طور گسترده توسط خودروسازان استفاده می‌شد. قابلیت اطمینان کمربند ایمنی خودرو و سایر پروتکل های ایمنی را تست کنید. 

## زندگینامه
آلدرسون در کلیولند، اوهایو به دنیا آمد، اما دوران کودکی را در جنوب کالیفرنیا  گذراند، پدر او مهاجر رومانیایی بود و یک مغازه ورق فلزی و تابلوهای سفارشی داشت.  آلدرسون در سن ۱۵ سالگی از دبیرستان فارغ التحصیل شد و به طور متناوب  در کالج رید، کلتک، کلمبیا و دانشگاه برکلی تحصیل کرد. او اغلب تحصیلات خود را برای کمک به کسب و کار خانوادگی ورق فلز قطع می کرد. او تحصیلات رسمی خود را در دانشگاه کالیفرنیا، برکلی ، زیر نظر جی. رابرت اوپنهایمر و ارنست لارنس به پایان رساند، اما پایان نامه دکتری خود را به پایان نرساند. او همچنین کاپیتان تیم واترپلو دانشگاه بود و جوایز زیادی را کسب کرد.
در سال ۱۹۵۲، او شرکت خود را به نام آزمایشگاه های تحقیقاتی آلدرسون راه اندازی کرد و به سرعت قراردادی را برای ایجاد یک ساختگی آنتروپومتریک برای استفاده در آزمایش صندلی های پرتاب هواپیما به دست آورد. تقریباً در همان زمان، خودروسازان برای تولید وسایل نقلیه ایمن تر و بدون اتکا به داوطلبان زنده یا اجساد انسانی به چالش کشیده شدند.
در سال ۱۹۶۶، قانون ملی ایمنی ترافیک و وسایل نقلیه موتوری به تصویب رسید، که همراه با کتاب رالف نیدر ، ناامن در هر سرعتی، جستجوی یک ساختگی آزمایشی وفادار آناتومیک را در دنده بالا قرار داد. با این هدف، آلدرسون VIP را تولید کرد، ساختگی که برای تقلید از ویژگی‌های شتاب و وزن یک مرد معمولی طراحی شده بود و اثرات ضربه را مانند یک شخص واقعی بازتولید می‌کرد. کار او به ایجاد خانواده هیبریدی از آدمک های آزمایشی ادامه داد، که از ابتدای قرن بیست و یکم استانداردهای واقعی برای آزمایش هستند.
آلدرسون همچنین برای ارتش ایالات متحده کار می کرد. در طول جنگ جهانی دوم، او به توسعه یک پوشش نوری برای بهبود دید پریسکوپ‌های زیردریایی کمک کرد و روی شارژ عمق و فناوری هدایت موشک کار کرد.  او همچنین به ساخت آدمک‌هایی کمک کرد که به عنوان «شبح‌های پزشکی» شناخته می‌شوند، که به تشعشعات واکنش نشان می‌دهند و زخم‌های مصنوعی، که در شبیه‌سازی‌های آموزشی اضطراری استفاده می‌شوند، که مانند زخم‌های واقعی رفتار می‌کنند. او بر اساس آن تجربه، شرکت دیگری را که تا اندکی پیش از مرگش مدیریت می‌کرد، به نام «دستگاه‌های پشتیبانی رادیولوژی» برای تأمین صنعت بهداشت و درمان تشکیل داد. بعدها، او آدمک هایی ساخت تا قابلیت فرود مخروط دماغه آپولو را در آب آزمایش کند. 
آلدرسون در خانه خود در مارینا دل ری، کالیفرنیا ، به دلیل عوارض ناشی از میلوفیبروز درگذشت.  آلدرسون یک بار همسرش فوت کرد و سه بار طلاق گرفت. از او علاوه بر پسرش جرمی، یک خواهر، یک پسر دیگر و چهار نوه به یادگار مانده است. 